# Peter Ronild
Peter Vilhelm Ronild (født 25. september 1928 på Frederiksberg, død 2. juni 2001 i København) var en dansk skuespiller, journalist, TV-dramatiker og skønlitterær forfatter.
Ronild voksede op som søn af en døvstum far og en døvstum mor, og den kropsnære, men ordløse, kommunikation har han fortalt om i flere af sine værker. Han tog realeksamen på Christianshavns Gymnasium (1944) og arbejdede senere som bremser for DSB, hvorefter han blev sekondløjtnant ved infanteriet. Senere var han journalistelev på Aarhus Amtstidende 1952-1953 og Ny Dag i Nykøbing Falster 1955-1956. Som nyuddannet fik han i 1956 ansættelse på Social-Demokraten. I 1959 debuterede han som forfatter med den anmelderroste novellesamling "I morgen kommer paddehatteskyen". Efter fra 1964 at have været konsulent ved TV-Teatret, debuterede han som skuespiller på Svalegangen i Aarhus i 1970. Året forinden havde spillet sin første rolle, i filmen Tænk på et tal. Det folkelige gennembrud som tv-teaterforfatter fik han med Fader min i 1974.
Ronilds liv var farvet af en lang række reportage- og studierejser i Europa, USA, Grønland, Sri Lanka, Bangladesh, Malaysia, Thailand, Kina, Israel, Kenya, Cuba, Australien, Pakistan, Vietnam og Iran.
Ronild giftede sig i 1957 med journalist Birgit Brøchner-Larsen, og parret fik to børn. En stor del af reportagerejserne blev foretaget sammen.

## Filmografi
Peter Ronild skrev i løbet af sit liv adskillige manuskripter til både TV og film, men medvirkede derudover også som skuespiller i en lang række danske serier og film.

### Krediteret som skuespiller
- Een gang strømer (1987)
- Walter og Carlo - op på fars hat (1985)
- Koks i kulissen (1983)
- Næste weekend (1982)
- Det parallelle lig (1982)
- Strandvaskeren (1978)
- Lille spejl (1978)
- Skytten (1977)
- Troubadouren (1977)
- Strømer (1976)
- Per (1975)
- Prins Piwi (1974)
- Pigen og drømmeslottet (1974)
- Afskedens time (1973)
- Smuglerne (1970-1971)
- Den forsvundne fuldmægtig (1971)
- Stine og drengene (1969)
- Tænk på et tal (1969)
- Den gale dansker (1969)

### Krediteret som manuskriptforfatter
- Et hul i jorden (1987)
- Troubadouren (1977)
- Strømer (1976)
- Fader min (1975)
- Lulu (1973)
- I morgen min elskede (1971)
- Alt hvad jeg ejer får jeg igen (1971)
- Nokkentrip (1969)
- Tag trappen gorilla (1969)
- Ankomst indtil videre (1967)
- Hvem er jeg (1966)
- Den ene halvdel af den store kærlighed (1966)
- Paradis retur (1964)